# 馬場義続
馬場 義続（ばば よしつぐ、1902年11月3日 - 1977年2月24日）は、日本の検察官。元検事総長。子に馬場義宣（弁護士、学習院大法科大学院教授、元最高検公安部長、法務省保護局長）。

## 人物
福岡県（現 朝倉市秋月）出身。生家は貧乏であったが、幼少期よりすべての科目で秀才の誉れが高く、特に数学では並外れた才能を持っていたため、上級学校進学の援助者があり、田川中学、五高を経て、1927年3月に東京帝国大学法学部法律学科英法科卒業。同年12月に高文行政科・司法科試験に二度目で八番で合格。
翌年の1928年に司法官試補、1929年に検事任官。同期の柳川真文、井本臺吉らと共に“3羽ガラス”と称され、一期下に田中萬一がいた。戦前の主流であった塩野季彦を大御所とする「（公安）思想検事」が、戦後軒並み公職追放されたこと、また戦後は花井忠のように弁護士や判事出身が検事に登用されたことと合わせて、昭和電工事件などGHQ内の派閥抗争も絡んで頭角を現した。
いわゆる赤化（“アカ”）の恐怖から政府に有用な人物には手を出さないなど、「国家有用論」の塩野閥らとの共通点も見てとれ、このことから小原直系列の馬場ら「経済検事（捜査検事）」と「公安思想検事」との抗争は単なる主流派と傍流派との争いであり、それ以上のものではなかったともいえる。この頃、二重煙突事件で特捜部を使って大橋武夫に反撃し、大橋の追い落としに成功する。
戦後の政官界汚職にほぼタッチしてきた。「検事は経理に精通せずは汚職追及は不可能」と述べ、配下の河井信太郎らと東京地検特捜部の創設に関わるなど、「経済検事」の代表的存在。「経済検察」は、戦前の統制経済、特に国家総動員法第19条に基づく価格等統制令、その他に地代家賃統制令、賃金臨時措置令、会社給与臨時措置令などの公布施行（1939年10月、阿部内閣）から経済事犯の増加を見ることにより、1938年7月の警保局による各府県警経済保安課新設による「経済警察」からおよそ一年遅れの1939年12月に戦前の司法省に設けられていたが、その流れを汲む。
終戦後の1947年、経済検事系列に連なる木内曽益東京地検検事正により、同地検総務部長から同地検次席検事に就いた。この頃の特別捜査部設置の際、自らが東大出身であるにも拘わらず、東大偏重人事の官僚主義では刑事捜査はできないと考え、捜査に力のある者の抜擢をはかったとされている。
常に敏速で、「カミソリ」であると共に、激しい性格から「カミナリ」でもあった。1967年11月検事総長として退官するまで常に帝都東京で勤務しており、地方勤務を一度も経験したことのない（いわゆるドサ回りをしていない）特異な経歴を有している。のち検事総長退官後に竹内寿平を後任に据えようと画策するが、塩野季彦の司法相時代の秘書官も務めた経験もあり、1968年に日通事件で東京地検特捜部に取り調べられることとなる池田正之輔や、佐藤栄作らに阻止され、井本臺吉が就くことになり挫折した（竹内寿平はその後、井本臺吉の後任の検事総長を務めている）。
田原総一朗は元検事の聞き取りとして、馬場の処世術について触れ、「検察官として、極く平均的な生き方をした人間」として平沼騏一郎がおり、平沼が出世した理由として、政治家のちょっとしたスキャンダルを見つけてきては、それをフレームアップする。狙いをつけている政治家が頼み込んできたら、そこで打ち切って大いに恩に着せる。その平沼流出世術を真似したのが馬場であり、これを当時の自民党の実力者である河野一郎にやり、のち広島高検に転出させられそうになったのを河野の口利きで撤回させたという。なお、検事総長になるほどの人物であれば、誰でもこの類の話に事欠かないとも記している。

## 略歴
- 1927年3月 東京帝国大学法学部法律学科英法科卒業
- 1929年4月 検事任官
- 1937年    東京地裁検事局勤務時に妻が死去（30歳）
- 1939年12月 東京区裁兼東京刑事地裁検事
- 1941年8月 司法省刑事局第二課長
- 1942年8月 東京控訴院検事
- 1945年4月 大審院検事
- 1946年2月 東京区裁検事（上席検事）
- 1947年5月 東京地検検事
- 1947年6月 東京地検次席検事
- 1950年4月 東京地検検事正
- 1955年1月 最高検刑事部長
- 1956年7月 法務事務次官
- 1961年12月 東京高検検事長
- 1964年1月 検事総長（1967年11月まで）